# Nădășelu, Cluj
Nădășelu (în maghiară Magyarnádas) este un sat în comuna Gârbău din județul Cluj, Transilvania, România.

## Bibliografie

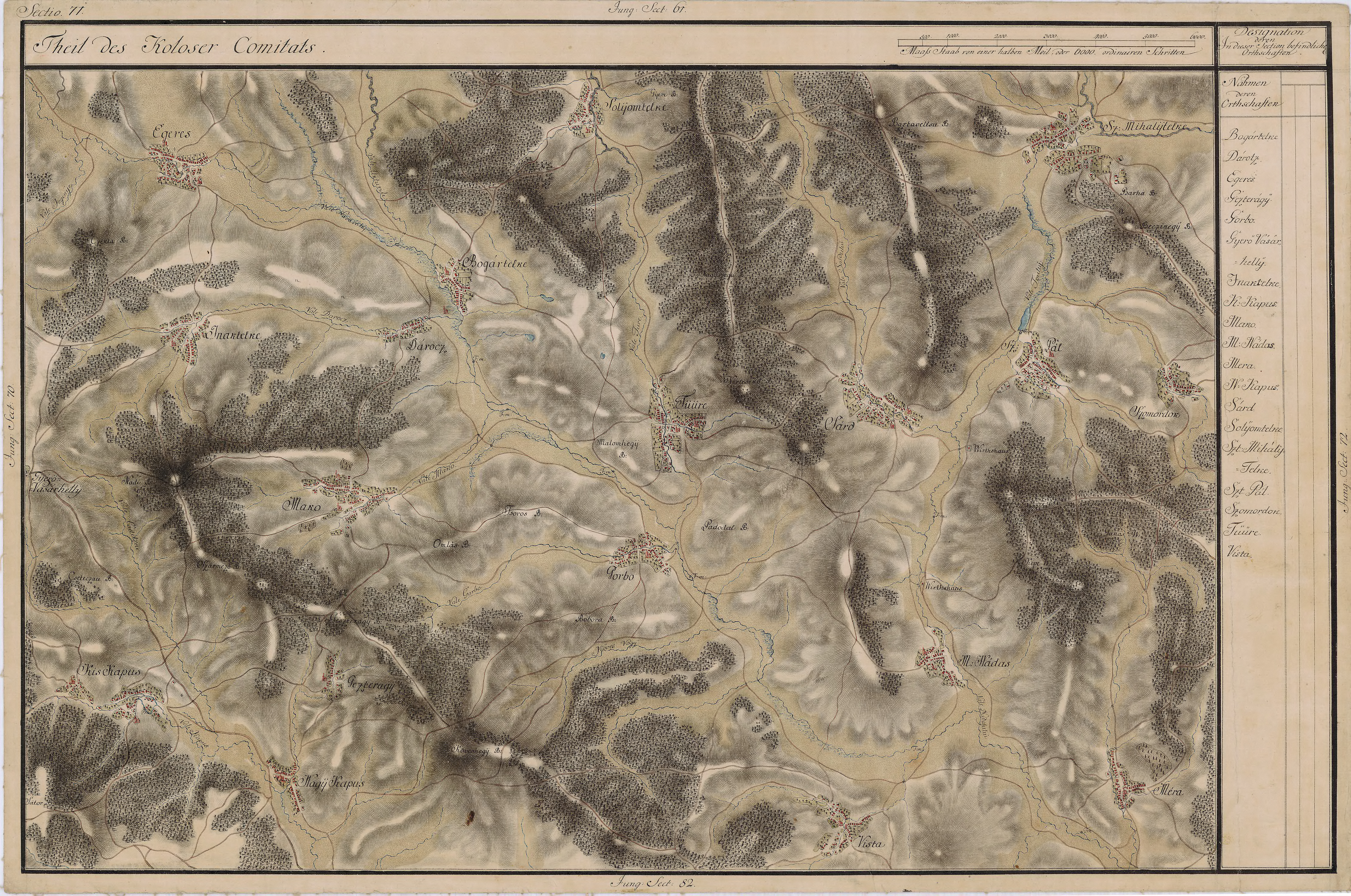
Nădăşelu pe Harta Iosefină a Transilvaniei, 1769-1773

## Date geografice
Altitudinea medie: 426 m.

## Obiective turistice
- Castelul Lészai din Nădășelu.

## Galerie de imagini

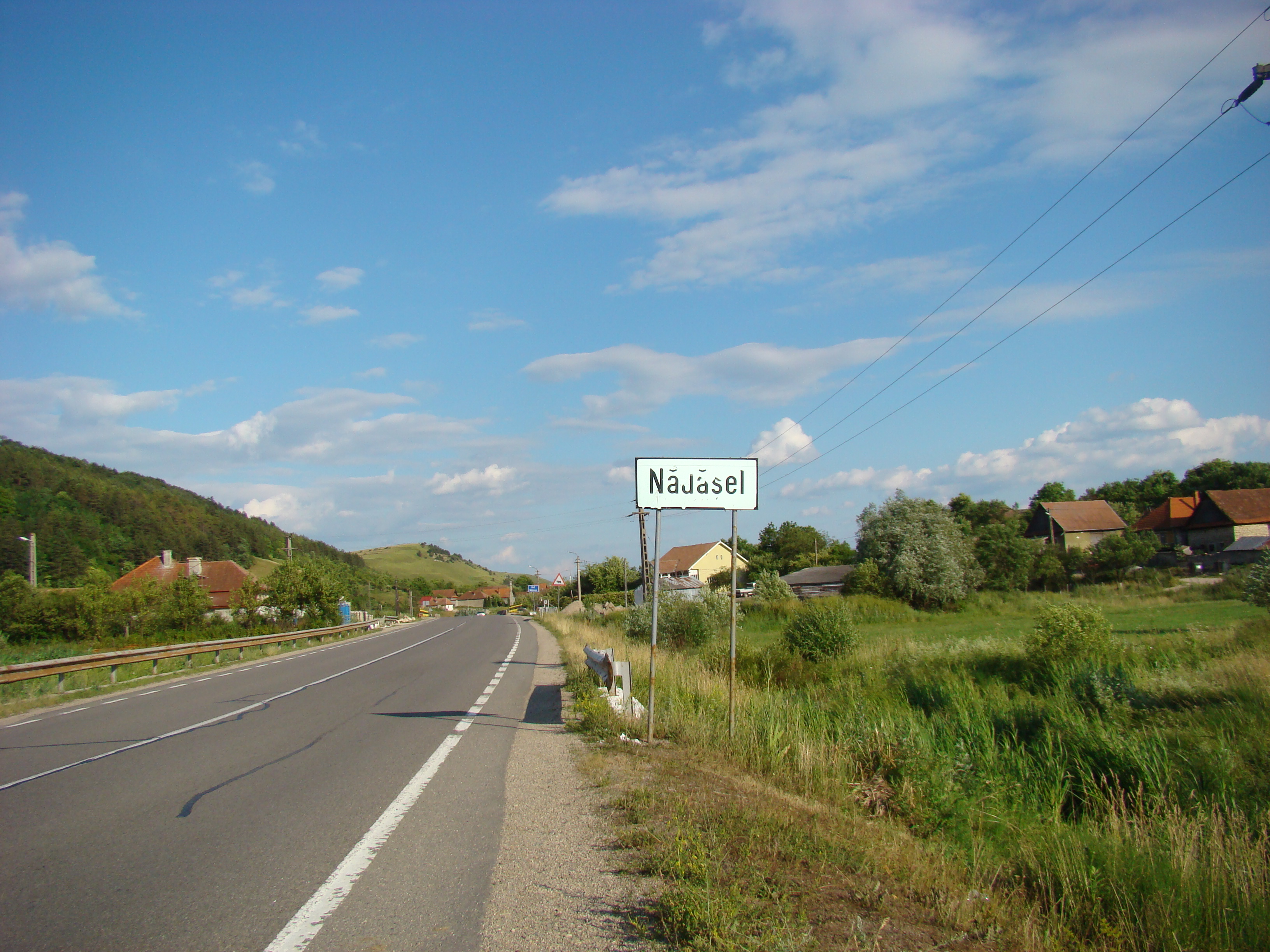
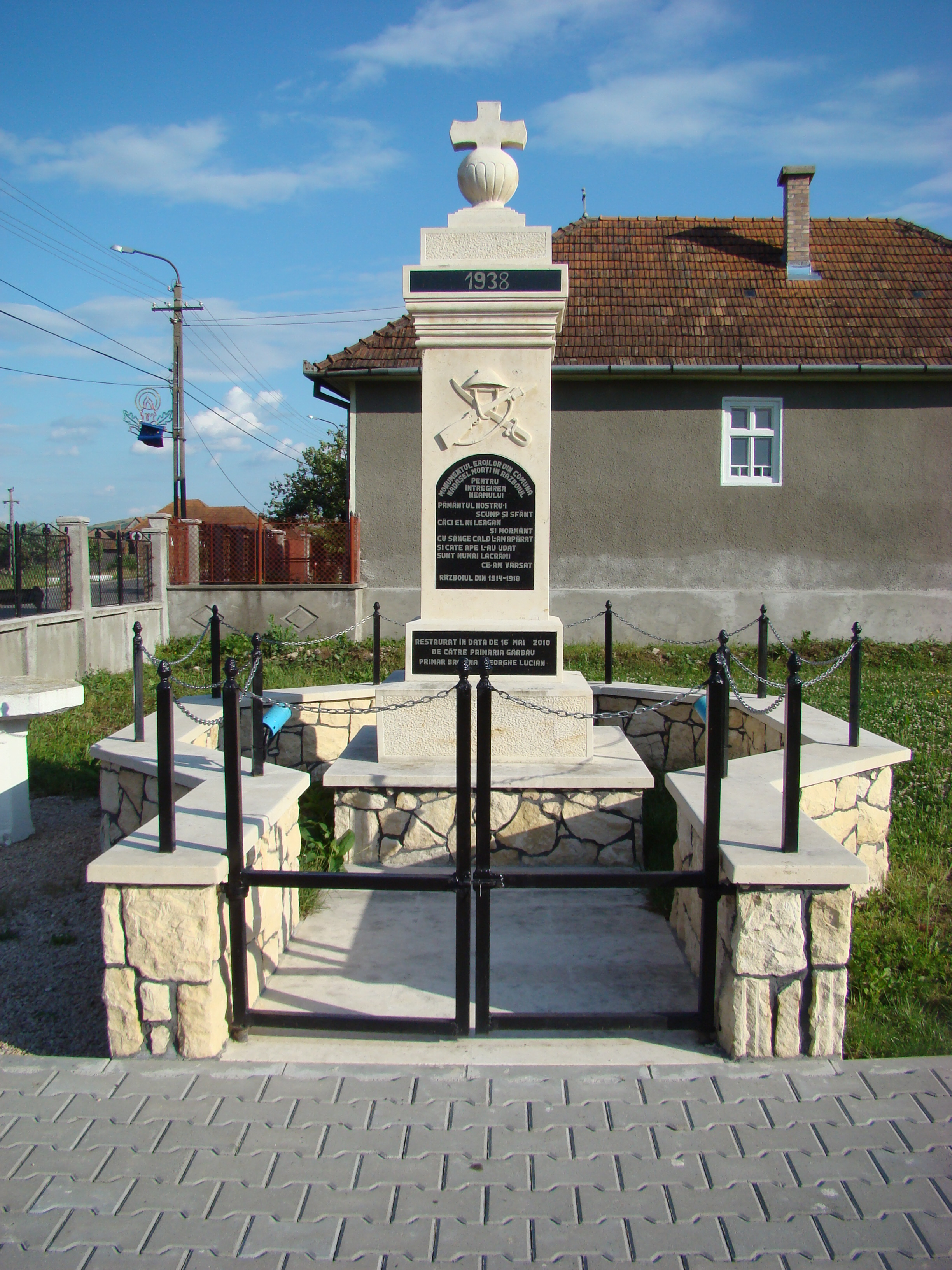
Monumentul Eroilor
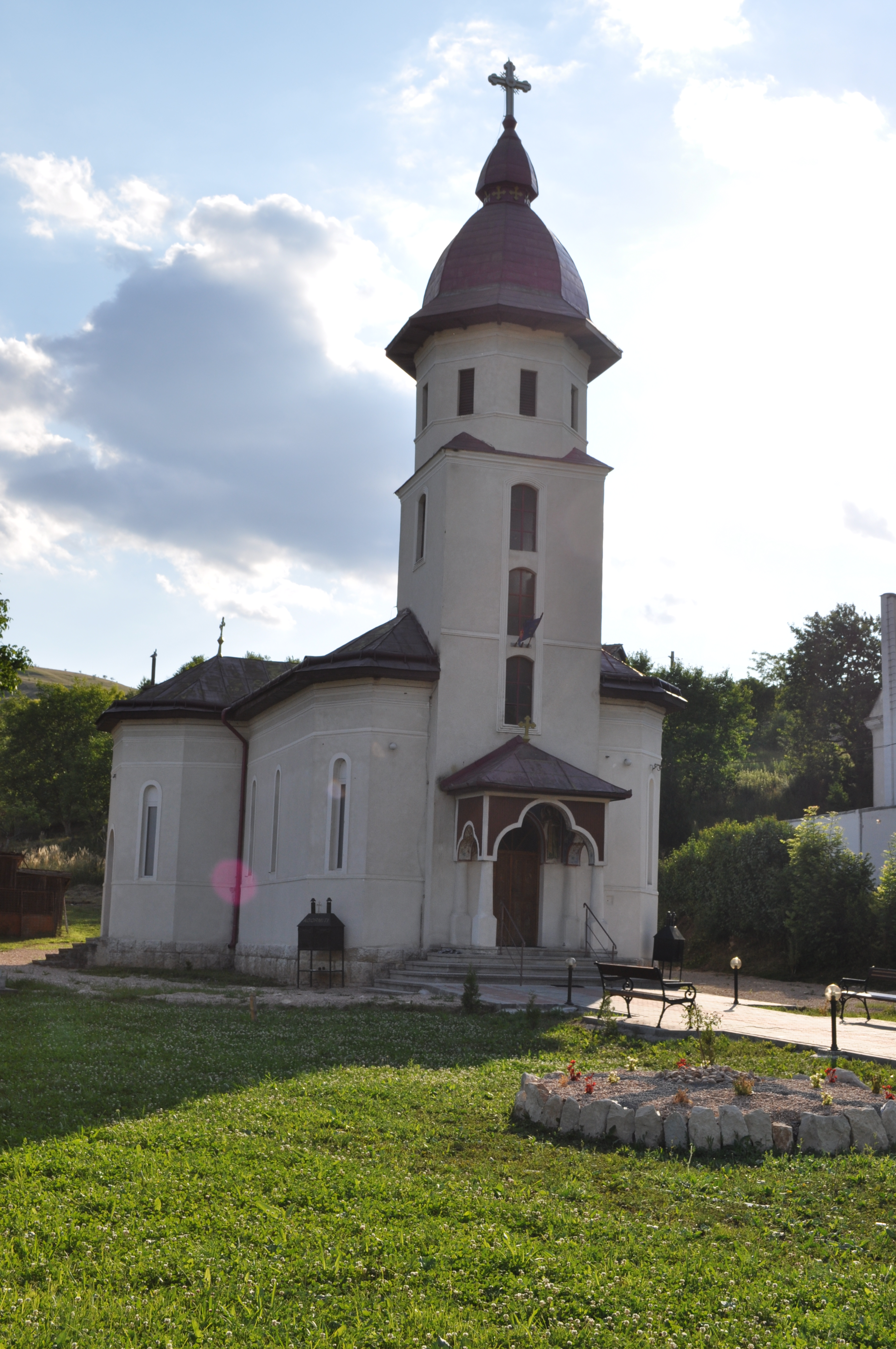
Biserica ortodoxă